# Бензиловый спирт
Бензи́ловый спирт (фенилкарбино́л, фенилметанол, гидроксиметилбензо́л) — органическое соединение, простейший ароматический спирт, {\displaystyle {\ce {C6H5CH2OH}}}.

## Нахождение в природе
В свободном состоянии или в виде сложных эфиров бензойной, салициловой и уксусной кислот бензиловый спирт содержится в эфирных маслах некоторых растений, например, жасминном, гвоздичном, перуанском бальзаме и других.

## Получение
Бензиловый спирт получают омылением бензилхлорида, в основном, в присутствии щёлочи:
{\displaystyle {\ce {C6H5CH2Cl + H2O -> C6H5CH2OH + HCl}}},
а также действием щёлочи на смесь бензойного альдегида и формальдегида:
{\displaystyle {\ce {C6H5CHO + HCHO + NaOH -> C6H5CH2OH + HCOONa}}}
(см. Реакция Канниццаро).
Также может быть получен реакцией фенилмагнийбромида, формальдегида и воды:
{\displaystyle {\ce {C6H5BrMg + HCHO + H2O -> C6H5CH2OH + MgOHBr}}}.

## Физические свойства
Бесцветная жидкость со слабым приятным запахом; температура кипения 205,8 °C; плотность 1045,5 кг/м³ (1,0455 г/см³) при 20 °C. Бензиловый спирт хорошо растворим в органических растворителях и жидких SO2 и NH3, в 100 г воды растворяется 4 г бензилового спирта.

## Химические свойства
При взаимодействии со щелочными и щелочноземельными металлами образуется бензилат натрия:
{\displaystyle {\ce {2 C6H5CH2OH + 2 Na -> 2 C6H5CH2ONa + H2}}}.
При взаимодействии с трёххлористым фосфором — образуется бензилхлорид:
{\displaystyle {\ce {3 C6H5CH2OH + PCl3 -> 3 C6H5CH2Cl + H3PO3}}}.
При взаимодействии с уксусным ангидридом образуется бензиловый эфир уксусной кислоты (бензилацетат):
{\displaystyle {\ce {C6H5CH2OH + (CH3CO)2O -> C6H5CH2OCOCH3 + CH3COOH}}}.
Бензиловый спирт реагирует с акрилонитрилом, давая н- бензилакриламид. Эта реакция — пример реакции Риттера:
{\displaystyle {\ce {C6H5CH2OH + NCCHCH2 -> C6H5CH2N(H)C(O)CHCH2}}}.

## Применение
Бензиловый спирт применяют в парфюмерии, а также как растворитель лаков.
Также применяется для обеззараживания фармакологических растворов препаратов для внутримышечного введения.
Зарегистрирован в качестве пищевой добавки E1519.